# فلسفه تجربی
فلسفه تجربی (به انگلیسی: Experimental philosophy) زمینهٔ نو ظهوری در دانش پژوهش‌های فلسفی است که از کارایی و قابلیت داده‌های برگرفته از شواهد تجربی، در قالب نظرسنجی استفاده می‌کند. این فلسفه نظرسنجی‌ها را بازتاب درک مستقیم (مردم عادی) از زمینهٔ مطرح در پژوهش می‌داند که دراین فلسفه؛ برای انجام یک پژوهش آگاهانه در سوالات فلسفی، ضروری فرض شده‌اند. این گونه استفاده از داده‌های تجربی به‌طور گسترده‌ای در برابر فلسفهٔ روش‌شناسی فلسفی قرار دارد که آن را هواداران فلسفهٔ تجربی، روشی می‌دانند که عمدتاً متکی بر توجیهحضوری و حصولی بوده و گاهی هم آن را فلسفهٔ فیلسوفان «صندلی» (مبل راحت نشین) می‌خوانند. فلسفهٔ تجربی در ابتدا با تمرکز بر مسائل فلسفی مربوط به عمل عمدی، جنگ فرضی بین اراده آزاد و جبر در مقابل نظریه توصیفی مرجع زبانی آغاز شد. با این حال، فلسفهٔ تجربی به گسترش نفوذ خود در زمینه‌های جدیدی از تحقیقات ادامه داده است.
فلاسفهٔ تجربی بر این باورند که دانش تجربی می‌تواند با تأثیر غیر مستقیم بر روی پرسش‌های فلسفی آنها، به آن‌ها اجازه دهد که درک بهتری از فرایندهای روانی ذاتی که منجر به شهود فلسفی می‌شود داشته باشند.